# Bakuro-Yokoyama (métro de Tokyo)
Bakuro-Yokoyama (馬喰横山駅, Bakuro-Yokoyama-eki) est une station du métro de Tokyo sur la ligne Shinjuku dans l'arrondissement de Chūō à Tokyo. Elle est exploitée par le Bureau des Transports de la Métropole de Tokyo (Toei).

## Situation sur le réseau
La station Bakuro-Yokoyama est située au point kilométrique (PK) 8,1 de la ligne Shinjuku.

## Histoire
La station a été inaugurée le 21 décembre 1978.

## Services aux voyageurs

### Accès et accueil
La station est ouverte tous les jours.
En moyenne, 110 016 voyageurs ont fréquenté quotidiennement la station en 2015.

### Desserte
- Ligne Shinjuku :
  - voie 1 : direction Shinjuku (interconnexion avec la ligne nouvelle Keiō pour Hashimoto et Takaosanguchi)
  - voie 2 : direction Motoyawata

Installations de la station
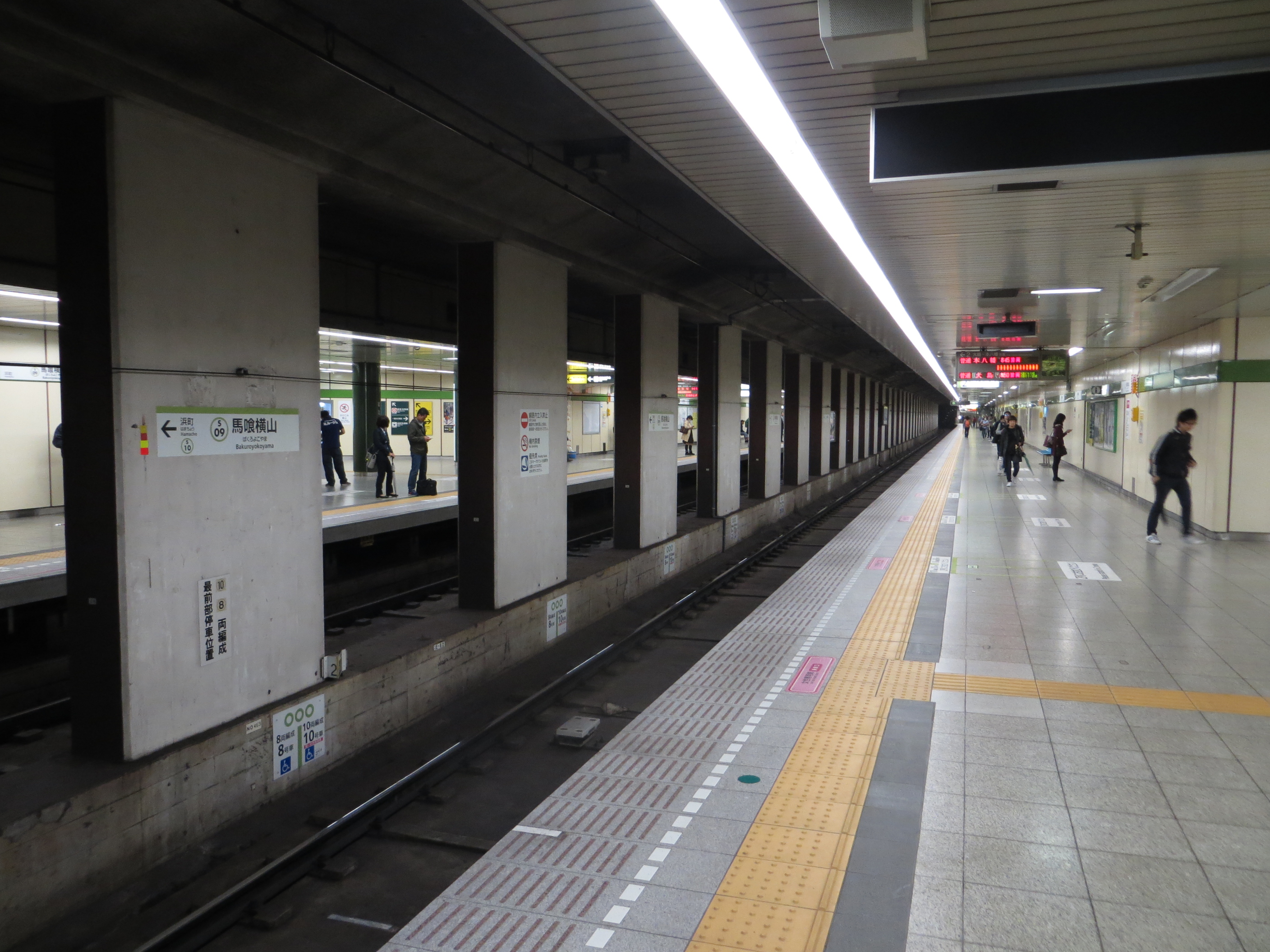
Quais de la station
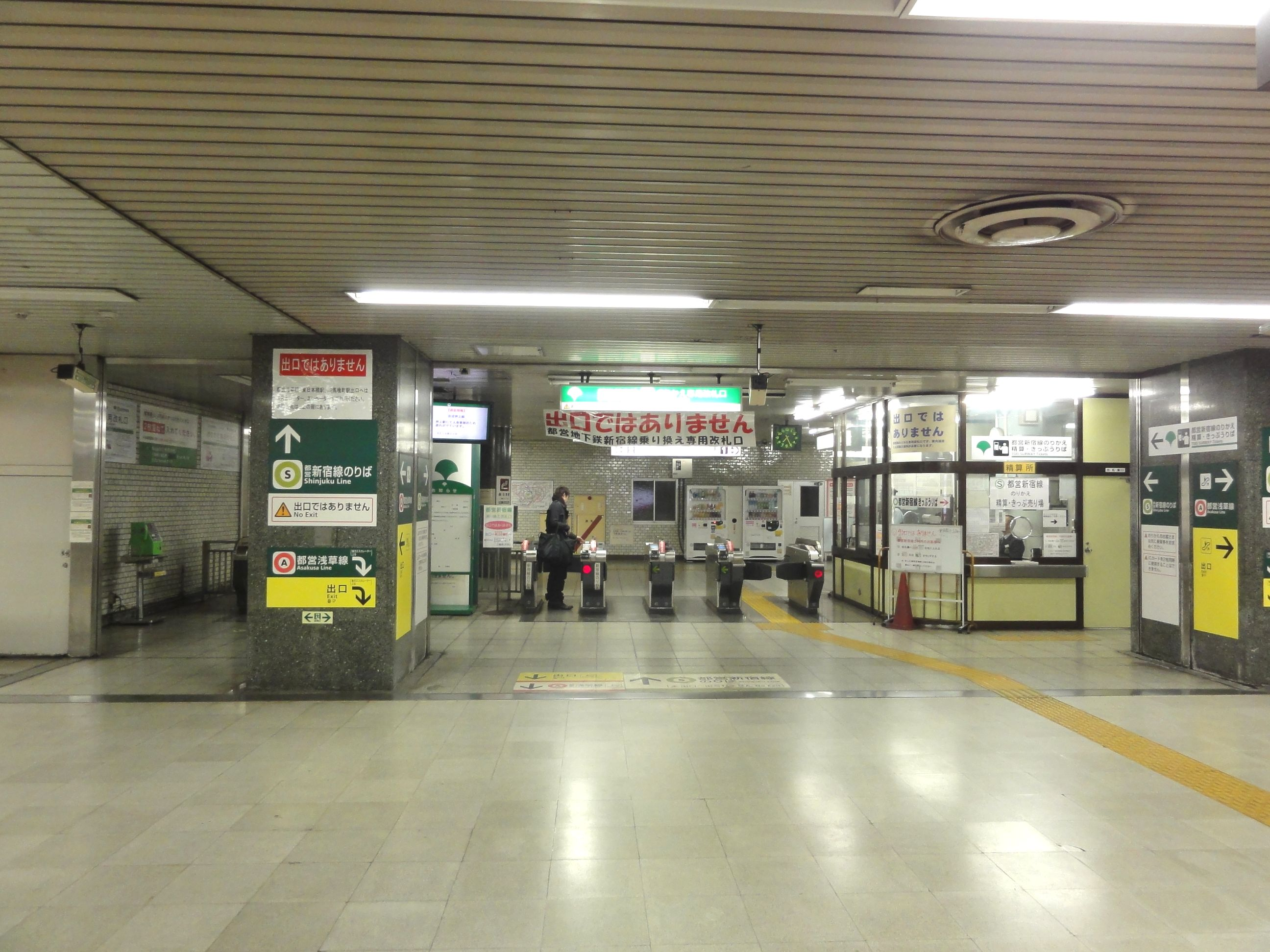
Ligne de contrôle

### Intermodalité
La station est reliée par des couloirs de correspondance à la gare de Bakurochō (ligne Sōbu) et à la station Higashi-Nihombashi (ligne Asakusa).